# Goukouni Oueddei
Goukouni Oueddei (ur. 1944) – polityk czadyjski, prezydent Czadu w roku 1979 oraz ponownie w latach 1979–1982. Obecnie przebywa na emigracji.

## Życiorys
Pochodzi z północnej części kraju. Jest synem Oueddeia Kichidemi, przywódcy (derde) plemienia Tedega. Karierę polityczną rozpoczął w latach 60. XX w. jako bojownik Narodowego Frontu Wyzwolenia Czadu (Front de Libération Nationale du Tchad, Frolinat), dowodzonego przez Abbę Siddicka. Frolinat sprzeciwiał się, popieranej przez ludność południowej części kraju, dominacji prezydenta François Tombalbaye’a i opowiadał się za współuczestnictwem ludów z północnych i środkowych terytoriów Czadu w sprawowaniu władzy. W roku 1975, po zabójstwie prezydenta Tombalbaye’a, napięcie polityczne i sprzeczności interesów pomiędzy dwiema połówkami kraju przerodziły się w wojnę domową, w którą zaangażowało się kilka czadyjskich stronnictw politycznych, a poza tym: Libia, Stany Zjednoczone oraz Francja. Konflikt trwał przez niemal całe lata 80. XX wieku. Goukouni uważał, że dyktatorskie rządy prezydenta Tombalbaye’a stanowiły pomost do przedłużenia francuskiej hegemonii w Czadzie.
W dniu 23 marca 1979 r. Goukouni zasiadł na stanowisku tymczasowego prezydenta Czadu. Został mianowany prezesem Tymczasowego Rządu Jedności Narodowej (Gouvernement d'Union Nationale de Transition, GUNT). Tymczasowy rząd powołano dzięki pojednaniu pomiędzy skłóconymi frakcjami. 10 listopada 1979 r. ogłoszono ostateczny skład rządu. Prezydentem pozostał Goukouni, zwolennik zbliżenia politycznego z Libią i neutralności w kwestii zimnej wojny; posadę wiceprezydenta otrzymał Wadel Abdelkader Kamougué (umiarkowany polityk z południowego Czadu), stanowisko ministra obrony objął Hissène Habré (prozachodni polityk z północy), natomiast funkcję ministra spraw zagranicznych powierzono Acylowi Ahmatowi (zwolennikowi współpracy z Libią; pochodzenia arabskiego).
Konflikty osobiste pomiędzy członkami rządu (szczególnie pomiędzy dawnymi sojusznikami: Goukounim i Habrém) ograniczały efektywność władzy i przyczyniły się do postrzegania Goukouniego jako bezwolnej marionetki przywódcy libijskiego, Mu’ammara al-Kaddafiego. Władze Libii wysunęły nawet propozycję aneksji Czadu, która napotkała na sprzeciw ze strony wszystkich obozów ideologicznych. W ostatecznej próbie ratowania krytykowanego rządu, Goukouni mianował Djidingara Dono Ngardouma na stanowisko premiera (w dniu 19 maja 1982 roku). Niemniej jednak, 7 czerwca 1982 r. rząd tymczasowy został obalony przez oddziały zwolenników Habrégo. Goukouni uciekł z Ndżameny (stolicy Czadu) i schronił się w Kamerunie. Następnie udał się na emigrację do Trypolisu w Libii. Minister Acyl zginął w niewyjaśnionych okolicznościach, natomiast wiceprezydent Kamougué stracił większość swoich punktów oporu. Dzięki sukcesowi militarnemu Habré skupił w swoich rękach władzę dyktatorską.
Przed rokiem 1983, Goukouni powrócił do Czadu, wsparty przez znaczne siły libijskie, by zorganizować powstanie partyzanckie przeciwko reżimowi Habrégo. Goukouni uważany był za czołowego opozycjonistę. Jego poglądy cieszyły się znacznym poparciem w kraju. Mimo to, Habré zgodził się zaledwie na niewielkie ustępstwa, by złagodzić konflikt z Goukounim. Były prezydent podobno domagał się wprowadzenia nowej konstytucji, przywrócenia swobody działalności partii politycznych. Habré nie zgodził się przyjąć tych kluczowych warunków.
W październiku 1986 roku libijska policja aresztowała Oueddeia. Podczas procesu został on postrzelony w brzuch. W następstwie brutalnego traktowania ze strony władz libijskich, Oueddei zerwał stosunki z rządem libijskim i przeniósł się do Algierii w lutym 1987 roku. Jednak wielu specjalistów od politologii spierało się, czy Oueddei rzeczywiście poróżnił się ze swoimi dawnymi sprzymierzeńcami w Libii, aż do lipca 1987 r. gdy oświadczył on osobiście, że jest w dobrych stosunkach z rządem w Trypolisie.
17 kwietnia 2007 r. Goukouni spotkał się w stolicy Gabonu, Libreville, z obecnym prezydentem Czadu, Idrissem Débym, w celu uzgodnienia sposobów zakończenia trwającej aktualnie wojny pomiędzy Czadem a rebeliantami czadyjskimi, wspieranymi przez władze Sudanu. Stwierdziwszy, że Czad jest w śmiertelnym niebezpieczeństwie, Goukouni zadeklarował, że mógłby spróbować wykorzystać swój „autorytet moralny” dla ratowania kraju. Wyraził również chęć powrotu do Czadu z wygnania i w trakcie wywiadu powiedział, że prezydent Déby przychylił się do prośby o pozwolenie na jego repatriację. 19 kwietnia 2007 r. przywódcy dwóch ugrupowań powstańczych odrzucili propozycję mediacji, wysuniętą przez Goukouniego.
Goukouni, wraz z blisko dwudziestoma innymi przeciwnikami reżimu, powrócił do Czadu 30 lipca 2007 roku. Uczestniczył w dyskusji z prezydentem Débym na temat rebelii oraz sposobów złagodzenia sytuacji wewnętrznej kraju. Tego samego dnia, wraz ze swoimi zwolennikami, były prezydent wyjechał z Czadu do Libreville.
4 marca 2008 r. spotkał się on z prezydentem Nigru, Mamadou Tandją. Celem konferencji było omówienie sytuacji w Czadzie po bitwie pod Ndżameną, stoczonej w lutym 2008 r.

## Źródła i wzmianki
- James Brooke, "Habre Policy in Chad: Name Ex-Foes to Key Posts", The New York Times, 18 sierpnia 1987.
- James Brooke, "Chad Said to Win Vast Libyan Booty", The New York Times, 1 kwietnia 1987.
- "Tchad: Idriss Deby rencontre l'ex-président Goukouni Weddeye à Libreville", AFP (Jeuneafrique.com),17 kwietnia 2007 (w jęz. francuskim).
- "L'ancien président Goukouni Weddeye veut "sauver le Tchad" de l'éclatement", AFP (Jeuneafrique.com) 18 kwietnia 2007 (w jęz. francuskim).
- "Les rebelles rejettent la médiation de l'ex-président Goukouni", AFP (Jeuneafrique.com), 19 kwietnia 2007 (w jęz. francuskim).
- "Une innovation dans la démarche de restauration de la paix au Tchad", strona internetowa rządu czadyjskiego,31 lipca 2007 (w jęz. francuskim).
- "L'ancien président tchadien Goukouni Weddeye reçu par le chef de l'Etat nigérien", Xinhua (Jeuneafrique.com), 4 marca 2008 (w jęz. francuskim).